# Astrid Kessler
Astrid Kessler (* in Nürnberg) ist eine österreichische Opernsängerin (Sopran) im lyrischen und im jugendlich-dramatischen Fach.

## Leben
Astrid Kessler wollte bereits im Alter von 11 Jahren Sängerin werden. Sie begann ihre Gesangsausbildung im Alter von 16 Jahren an der Internationalen Schule von Seoul. Nach einem Schauspielkurs an der Oswego State University in den Vereinigten Staaten studierte sie klassischen Gesang an der Hochschule für Musik Nürnberg, weiters in Berlin und Hannover. Zu ihren Lehrern zählten Reiner Goldberg, Elisabeth Kovacs, Peter Anton Ling und Kirsten Schötteldreier. Sie sang im Rundfunkchor Berlin. Während ihres Studiums war sie Mitglied der Pocket Opera Company in Nürnberg, und war als Gast u. a. am Stadttheater Fürth, an der Pasinger Fabrik, am Landestheater Bregenz und am Pfalztheater Kaiserslautern engagiert. 2007 sang sie am Stadttheater Fürth in der Uraufführung der Oper Ganna oder die Wahnwelt von Hans Kraus-Hübner.
Ihre professionelle Bühnenkarriere begann, unmittelbar an ihre fünfjährige Ausbildung anschließend, im Jahr 2011 am Theater Osnabrück – als Donna Elvira in Don Giovanni und als Angèle Didier in Der Graf von Luxemburg.
Seit der Spielzeit 2012/13 gehört sie dem Ensemble des Nationaltheaters Mannheim an, wo sie die Contessa Almaviva in Le nozze di Figaro, Rachel in La Juive (in einer Inszenierung von Peter Konwitschny), Micaëla in Carmen, Alice Ford in Falstaff, Mimì in La Bohème, Liù in Turandot, Cio-Cio-San in Madama Butterfly sowie die Nedda in Pagliacci sang. Weitere Mannheimer Rollen waren die Gouvernante in The Turn of the Screw, Ellen Orford in Peter Grimes und Mélisande in Pelléas et Mélisande. Im deutschen Fach war Kessler ebenfalls auf der Mannheimer Opernbühne zu hören, beispielsweise als Elisabeth in Tannhäuser, als Eva in Die Meistersinger von Nürnberg und als Marschallin in Der Rosenkavalier. In der Spielzeit 2022/23 übernahm sie am Nationaltheater Mannheim die Valentine in Les Huguenots. 
Als Operettendiva war sie an ihrem Stammhaus als Rosalinde in Die Fledermaus, als Hanna Glawari in Die lustige Witwe und als Sonja in Der Zarewitsch besetzt. In der Spielzeit 2024/25 übernimmt sie am Nationaltheater Mannheim die Rolle der Sylva Varescu in der Kálmán-Operette Die Csárdásfürstin.
Parallel zu ihren Mannheimer Verpflichtungen wurde sie zu zahlreichen Gastspielen eingeladen. Im Januar 2014 sang sie unter der musikalischen Leitung von Lukas Beikircher an der Deutschen Oper am Rhein die Donna Elvira in Don Giovanni. Im März 2014 debütierte sie in der Titelpartie von Kálmáns Operette Gräfin Mariza an der Wiener Volksoper. In der Spielzeit 2016/17 gastierte sie an der Deutschen Oper am Rhein als Angèle Didier in der Operette Der Graf von Luxemburg und an der Wiener Volksoper als Fürstin Fedora Palinska in der Kálmán-Operette Die Zirkusprinzessin. 2017 sang sie an der Wiener Volksoper die Titelrolle in La Wally. 2018 gastierte sie am Saarländischen Staatstheater Saarbrücken als Abigaille in Nabucco. Zum Jahreswechsel 2018/19 übernahm sie kurzfristig die Rosalinde in halbszenischen Aufführungen der Operette Die Fledermaus in der Hamburger Elbphilharmonie. In der Spielzeit 2020/21 debütierte sie in der Titelpartie der Strauss-Oper Arabella an der Oper Leipzig und am Opernhaus Zürich. 2020 gastierte sie als Rosalinde am New National Theatre in Tokyo, in der Spielzeit 2021/22 dann in derselben Rolle an der Staatsoper Stuttgart. 2022 übernahm sie am Theater Dortmund die Rolle der Sieglinde in Die Walküre. Im Juli 2022 sang sie, an der Seite von Klaus Florian Vogt in der Titelpartie, die Elsa in Lohengrin bei einer konzertanten Aufführung im Forum am Schlosspark Ludwigsburg. 2023 debütierte Astrid Kessler als Arabella am Teatro Real in Madrid. In der Spielzeit 2023/24 gastierte sie an der Wiener Volksoper als Darstellerin der Titelpartie in der Oper Salome von Richard Strauss. 2024 übernahm sie an der Oper Köln die Rolle der Chrysothemis in einer Elektra-Neuproduktion. In der Spielzeit 2024/25 gastierte sie als Salome an der Vlaamse Opera. 2025 trat sie an der Lettischen Nationaloper in Riga ebenfalls als Salome auf.
Sie arbeitete u. a. mit den Dirigenten David Afkham, Dan Ettinger, Fabio Luisi, Friedrich Haider, Manfred Honeck, Axel Kober, Cornelius Meister, Marc Piollet, Ulf Schirmer, Alexander Soddy und Omer Meir Wellber zusammen.
2010 erschien ihre erste CD beim Label telos music records.

## Wettbewerb
- 2018: Internationaler Meistersinger-Wettbewerb Nürnberg, 2. Preis im Deutschen Fach[5][17]